# Королевский дворец (Белград)
Королевский дворец (серб. Краљевски двор / Kraljevski dvor) с часовней Андрея Первозванного вместе с Белым дворцом составляет королевский комплекс на холме Дединье в Белграде.

## История
Построен в период с 1924 по 1929 год, по поручению короля Александра I, как официальная королевская резиденция. Проектировщиками были архитектор Живоин Николич и русский эмигрант академик Николай Краснов.
До 1941 года служил резиденцией королевской династии Карагеоргиевичей. Во время Второй мировой войны здание пострадало от воздушных бомбардировок. В ходе его послевоенного восстановления фасад был полностью изменён. В годы СФРЮ здание дворца занимали различные государственные структуры.
В наши дни является местом проживания нынешнего главы дома Карагеоргиевичей принца Александра (внука короля Александра I) и его семьи.